# Перехідні посадки

Схема розміщення полів допусків у системі отвору для перехідних посадок.
Прим. Обведено поля допусків, яким віддається перевага

Перехідна́ поса́дка — посадка, за якою можливе отримання як зазору, так і натягу в з'єднанні, в залежності від дійсних розмірів отвору та вала. В разі графічного зображення поля допусків отвору і вала перекриваються повністю або частково.

## Основні поняття
Зазором називається різниця між діаметрами отвору і вала до складання. Зазор дає можливість відносного переміщення деталей, які з'єднуються. Зазор позначається буквою S.
Натягом називається різниця між діаметрами вала і отвору до складання. При цьому діаметр вала більший за діаметр отвору. Натяг характеризує ступінь опору зміщення однієї деталі відносно другої після їх складання. Натяг позначається буквою N.
Найбільший зазор — це різниця між найбільшим граничним розміром
отвору і найменшим граничним розміром вала, або різниця між верхнім
відхиленням отвору і нижнім відхиленням вала, 
{\displaystyle S_{max}=D_{max}-d_{min}=ES-ei}.
Найбільший натяг — це різниця між найбільшим граничним розміром вала і найменшим граничним розміром отвору, або різниця між верхнім відхиленням вала і нижнім відхиленням отвору, 
{\displaystyle N_{max}=d_{max}-D_{min}=es-EI}.

## Використання
Застосовуються тільки у точних квалітетах з 4-го до 8-го. Вони використовуються як центрувальні посадки, що призначені для нерухомих але розбірних з'єднань, так як забезпечують легке розбирання-збирання з'єднань. Вимагають, зазвичай, додаткового кріплення деталей, що сполучаються шпонками, штифтами, болтами тощо. 

### ПосадкиHjs{\displaystyle {\frac {H}{js}}}— «щільні»
Ймовірність отримання натягу 0,5…5%, тому у з'єднаннях переважно отримуються зазори. Забезпечують легкість складання.
Посадка {\displaystyle {\frac {H7}{js6}}}  застосовується у з'єднаннях підшипників з корпусами, шківів невеликих розмірів та ручних маховиків з валами.

### ПосадкиHk{\displaystyle {\frac {H}{k}}}— «напружені»
Ймовірність отримання натягу становить приблизно 24…68%. Однак через вплив відхилень форми, особливо при значній довжині з'єднання, зазори у більшості випадків не проявляються. Забезпечують  хороше центрування. Складання і розбирання відбувається  без значних зусиль, наприклад, при використанні ручного ударного інструменту.
Посадка {\displaystyle {\frac {H7}{k6}}}  широко використовується для сполучення зубчастих коліс, шківів, маховиків, муфт з валами.

### ПосадкиHm{\displaystyle {\frac {H}{m}}}— «тугі»
Ймовірність отримання натягу становить приблизно 60...99,98% . Характеризуються високим ступенем центрування. Складання і розбирання здійснюється з прикладанням значних зусиль. Розбирання, як правило, робиться лише при ремонті.
Посадка {\displaystyle {\frac {H7}{m6}}}  застосовується для спряження зубчастих коліс, шківів, маховиків, муфт з валами; для встановлення тонкостінних втулок у корпусні деталі, кулачків на розподільчому валу.

### ПосадкиHn{\displaystyle {\frac {H}{n}}}— «глухі»
Ймовірність отримання натягу становить приблизно 88...100%. Характеризуються високим ступенем центрування. Складання і розбирання здійснюється  при значних зусиллях: застосовуються преси. Розбираються, зазвичай, лише при капітальному ремонті.
Посадка {\displaystyle {\frac {H7}{n6}}} застосовується для сполучення важко навантажених зубчастих коліс, муфт, кривошипів з валами, для встановлення постійних кондукторних втулок в корпусах кондукторів, штифтів тощо.